# Bekir Bozdağ
Bekir Bozdağ, né le 1er avril 1965, est un homme politique turc d'origine kurde. 
De janvier 2022 à juin 2023, il est ministre de la Justice dans le gouvernement Erdoğan IV.